# Nagravision
Nagravision é uma companhia pertencente ao grupo Kudelski. A empresa é especializada no desenvolvimento de sistemas de acesso condicional, utilizados para controlar o acesso a serviços de televisão por cabo e televisão por satélite. O termo "Nagravision" também se refere aos seus sistemas de criptografia para proteção de conteúdo.
Diversas operadoras de TV ao redor do mundo adotaram os sistemas da Nagravision:
- Algumas afiliadas da Rede Globo (Brasil) – Nagravision 3 (Merlin)[1]